# Miley: The Movement
'Miley: El Movimiento' 'es un documental de televisión (2013) de la artista y productora estadounidense Miley Cyrus, después de su regreso a la industria de la música en el período previo a su cuarto álbum de estudio Bangerz (2013). Dirigido por Paul Bozymowski y producido por la propia Cyrus, se estrenó el 2 de octubre de 2013, en MTV. Su difusión se produjo seis días antes del lanzamiento de su disco, para el que el documental sirvió como una herramienta de promoción. El documental recibió críticas mixtas de los críticos en general que apreciaron los genuinos comentarios de Cyrus. El documental fue visto por casi 1,6 millones de personas en los EE. UU., obteniendo una calificación de 0.8 en el 18-49 Adulto demográfica.
El documental muestra a Cyrus ultimando detalles con respecto al lanzamiento del que era su nuevo álbum de estudio en casi dos años, haciendo apariciones públicas de promoción y ensayando para su polémica actuación en los MTV Video Music Awards de 2013. Asimismo, se muestra la grabación de la canción, en la que colabora la cantante y amiga de Cyrus Britney Spears, «SMS (Bangerz)». También se mostraron las primeras declaraciones públicas de Cyrus respecto a la polémica actuación de los MTV VMA, haciendo frente a las críticas y defendiendo la libertad de expresión en Estados Unidos.

## Antecedentes
MTV anunció por primera vez el documental en julio de 2013, indicando en un comunicado oficial que sería: «seguir a Cyrus, como ella trabaja en el álbum y profundiza en la transformación que ha experimentado en los últimos años». 
Su título fue anunciado el 10 de septiembre, con una fecha de emisión confirmado el 2 de octubre de ese mismo año, siendo estrenado así poco después de la puesta en venta del cuarto álbum de la cantante, Bangerz (2013), formando parte de la promoción de este. Un tráiler oficial fue proporcionado por MTV el 18 de septiembre de 2013. Miley: El Movimiento se proyectó a los críticos la semana antes de su lanzamiento oficial.

## Sinopsis
| «En toda mi vida nunca tuve el control. Promocionaba bazofias donde salia con mi cara en ella, y eso fue todo. Así que ahora nada puede tener mi cara, mi nombre en él, sin que yo no quiera, no es una parte del movimiento.»—— Cyrus describiendo su imagen con su "movimiento". |

Miley: El Movimiento comienza con Cyrus diciendo: «No me disculpo por nada». Poco después, ella comenta que: «Para mí, el movimiento tiene que ser algo más grande que un simple álbum. Para mí, un movimiento es algo que representa, al igual que, dominar el mundo». Cyrus se mostró particular, nombrando específicamente su anterior serie de televisión Hannah Montana, al no denominarlo como “mi show” cuando las imágenes en formato de flashback de su carrera anterior se mostraban, presumiblemente para distanciarse de la franquicia que le dio la fama. Sin embargo, comentó que después de finalizar el rodaje de LOL: «Nunca volveré a hacerlo de nuevo, quiero hacer música para el resto de mi vida». A continuación, se muestra la sesión de fotos para el artwork del nuevo álbum. Después de haber sido filmada después de que Bangerz fuese grabado, el documental presenta a Cyrus ultimando detalles, incluyendo su portada del álbum y las canciones que entrarían en la lista que formarían el disco. Una breve conversas ion en un estudio de grabación con Britney Spears, donde se ofrece en la pista «SMS (Bangerz)» se incluyó adicionalmente. En dicha conversación ambas hablan acerca de la canción donde colaboran y sobre la que sería su primera actuación en los MTV VMA, donde Spears le aconseja que se divierta. Cyrus se muestra muy ilusionada ante la actuación, alabando otras presentaciones de Spears o Madonna en dicha premiación.

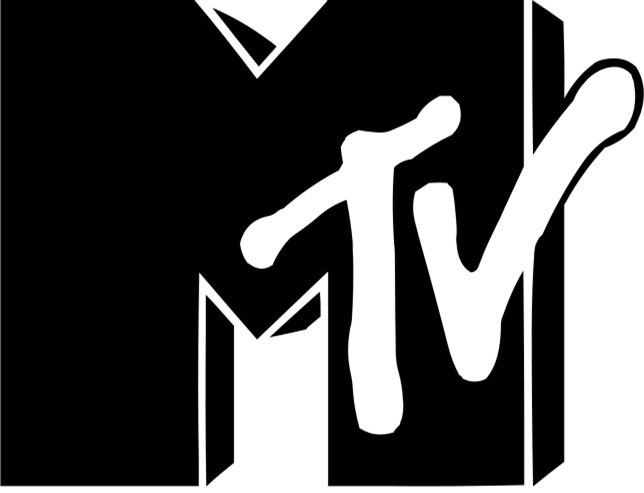
Miley: The Movement fue creado y transmitido por MTV.

El ex prometido de Cyrus, Liam Hemsworth, quien había estado en una relación muy publicitada antes de terminar su relación en septiembre de 2013, y su padre, la estrella del country, Billy Ray Cyrus no se mencionan en el programa en un esfuerzo intencional para «centrarse en la música y material de archivo profesional». A contraposición, la madre de Cyrus, Tish sí que aparece con frecuencia a lo largo del documental, ejerciendo como madre y manager de la cantante, y en una ocasión se describe unas anécdotas después de Cyrus se hizo amigo de los productores de hip hop y artistas como Juicy J, Pharrell Williams y Mike Will Made It, con quienes colaboró poco después. Cyrus es vista haciendo apariciones promocionales para una mayor promoción de Bangerz en los tres meses antes de su lanzamiento con diversas actuaciones en directo, entrevistas y una visita a la sede de Twitter el día en que salió a la venta el primer sencillo del álbum, «We Can't Stop ». La preparación para su controvertida interpretación de «We Can't Stop»/ «Blurred Lines» con Robin Thicke en la ceremonia de los MTV Video Music Awards sirve como un tema recurrente; ella expresa su preocupación de que la canción obtenga una buena acogida comercial, estando pendiente constantemente de  iTunes Store inmediatamente después de su lanzamiento, hasta que finalmente consigue llegar al #1. 
Asimismo Cyrus experimenta una breve enfermedad durante los ensayos de la promoción del sencillo. Otro momento en el que se mostró molesta fue después de su entrada prevista para el evento de MTV, puesto que no llegó a buen término por un fallo logístico. El propio rendimiento final de la actuación no se muestra, aunque Cyrus aborda brevemente la crítica y lo describe como «un desastre estratégico que forma parte de un plan más grande de lo que se piensa» y afirma que eso ya forma parte de la historia de la cultura pop y está lista para la siguiente.  El documental termina con los créditos mientras se visualiza el videoclip del segundo sencillo del álbum, «Wrecking Ball» simulando ser el reproductor de YouTube con millones de visitas acumulándose.

## Recepción crítica

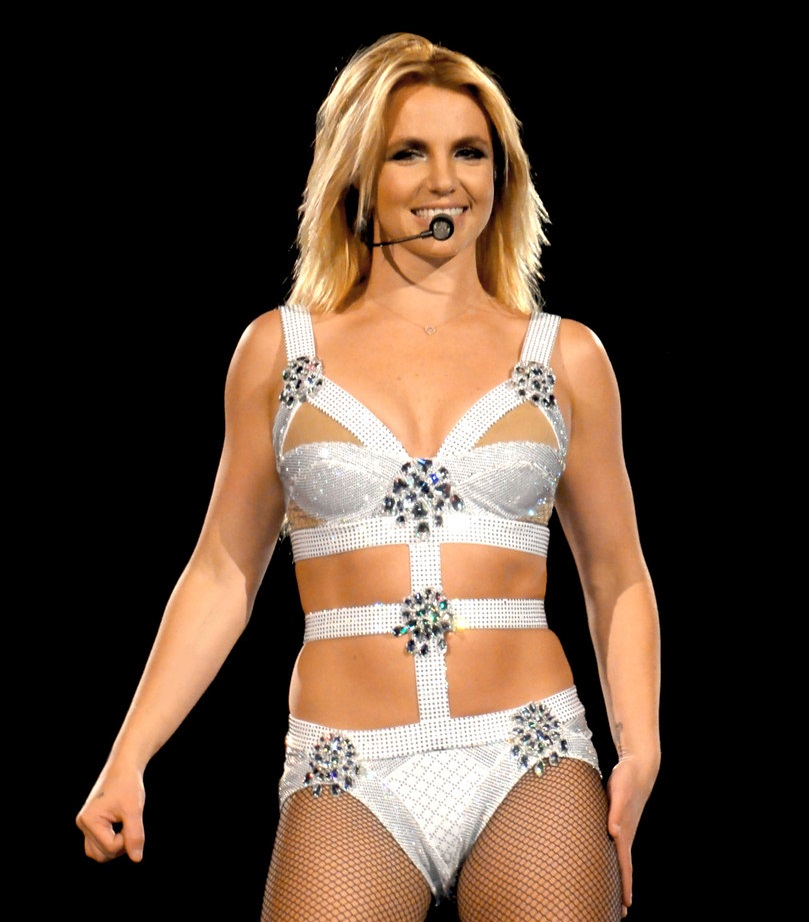
Britney Spears apareció en el documental, mostrando la grabación de «SMS (Bangerz)»

Una vez estrenado el documental, las críticas publicadas en general fueron de carácter mixtas. Escribir para E!, Bruna Nessif proporcionó una opinión favorable; que opinó que el documental fue «muy entretenido» y recordó al público en general que Cyrus «se toma su trabajo muy en serio y todavía se pone nerviosa». Andrew Asare de Entertainment Weekly sintió que las imágenes de Cyrus con su madre y Spears fueron algunos de «sus momentos más sinceros», aunque tomó nota de las ausencias de su padre y el ex de la cantante, Liam Hemsworth. Glenn Gamboa de Newsday dio una crítica positiva, apreciando que Cyrus dio «sorpresas con sus palabras, no con el twerk, demostró que es más que eso.». Elysa Gardner de USA Today opinó que Cyrus apareció de «buen humor y agradecida a sus fans» a lo largo del documental, pero cuestionó si su evolución imagen y personalidad pública se convertirían en «una nueva historia con moraleja».
En una crítica agridulce, Kia Makarechi de The Huffington Post criticó la decisión de dejar de mencionar a Hemsworth y tonificar el hilo del documental bajo las críticas que Cyrus recibió después de los MTV Video Music Awards. Makarechi explica que MTV ha tratado Cyrus como «un defensor honesto a dios los derechos civiles», aunque consideró que la apariencia de Spears fue uno de los únicos «momentos redentores» del documental. Kate Dries de Jezabel sugiere que las imágenes de flashback frecuente de los ídolos de Cyrus como Madonna y Spears implicaba que MTV estaba «claramente orgulloso» de las tres mujeres que generaron controversias en los MTV Video Music Awards en años pasados. Escribiendo para Refinery29, Leila Brillson sintió que «muy poco se aclaró» con Miley: El Movimiento, y sugirió que el documental sufrió de su falta de concentración.
En su emisión original en los Estados Unidos el 2 de octubre de 2013, Miley: El Movimiento fue visto por aproximadamente 1,6 millones de espectadores y obtuvo una calificación de 0.8 en el 18-49 demográfico. Una versión ampliada del programa con otros treinta minutos de contenido fue transmitido por MTV el 6 de octubre de 2013; contenía detrás de las escenas de metraje que fue excluido de la versión original, pero siempre completada segmentos existentes. Asimismo, el documental tuvo una gran repercusión en las redes sociales a nivel internacional, llegando a ser tendencia en redes sociales a nivel mundial en varios momentos de la noche de su estreno en Estados Unidos. Muchos de los comentarios que se dieron fueron positivos alrededor del globo.